# Lijst van beschermd erfgoed in Pepinster
Onderstaande tabel geeft een overzicht van de beschermde erfgoederen in de gemeente Pepinster. Het beschermd erfgoed maakt deel uit van het cultureel erfgoed in België.
| Object                                                                                               | Bouwjaar/architect | Deelgemeente | Adres                 | Coördinaten                   | Nummer?                | Afbeelding                                                                                           |
| --- | ------------------ | ------------ | --------------------- | ----------------------------- | ---------------------- | --- |
| Kasteel van Sclassin (M) ensemble van het kasteel en de omliggende terreinen (S)                     |                    | Wegnez       | Rue Sous-le-Château 1 | 50° 35' 22" NB, 5° 48' 12" OL | 63058-CLT-0001-01 Info | Kasteel van Sclassin (M) ensemble van het kasteel en de omliggende terreinen (S)                     |
| Romeinse voorde van Becoën (M)                                                                       |                    | Pepinster    | Becoën                | 50° 33' 47" NB, 5° 46' 25" OL | 63058-CLT-0002-01 Info | Romeinse voorde van Becoën (M)                                                                       |
| Huis in Lodewijk XVI-stijl (M)                                                                       |                    | Soiron       | Soiron-Centre 32      | 50° 35' 33" NB, 5° 47' 24" OL | 63058-CLT-0003-01 Info | Huis in Lodewijk XVI-stijl (M)                                                                       |
| Kapel Notre-Dame Débonnaire of Saint-Roch (M)                                                        |                    | Wegnez       | Tribomont             | 50° 35' 30" NB, 5° 48' 40" OL | 63058-CLT-0006-01 Info | |
| Parochiekerk Sint-Rochus, met inbegrip van de toren en het ommuurde kerkhof (M)                      |                    | Soiron       |                       | 50° 35' 33" NB, 5° 47' 27" OL | 63058-CLT-0007-01 Info | Parochiekerk Sint-Rochus, met inbegrip van de toren en het ommuurde kerkhof (M)                      |
| De torens van het kasteel van Soiron (M)                                                             |                    | Soiron       | Rue de Xhendelesse    | 50° 35' 36" NB, 5° 47' 24" OL | 63058-CLT-0008-01 Info | |
| Kasteel van Soiron, uitgezonderd de torens (M) ensemble van het kasteel, het park en de omgeving (S) |                    | Soiron       | Rue de Xhendelesse    | 50° 35' 37" NB, 5° 47' 22" OL | 63058-CLT-0009-01 Info | Kasteel van Soiron, uitgezonderd de torens (M) ensemble van het kasteel, het park en de omgeving (S) |
| Bos van Moraithier (S)                                                                               |                    | Soiron       |                       | 50° 35' 35" NB, 5° 47' 24" OL | 63058-CLT-0010-01 Info | |
| Burgerhuizen (M)                                                                                     |                    | Soiron       | Soiron-Centre 30-31   | 50° 35' 33" NB, 5° 47' 25" OL | 63058-CLT-0011-01 Info | Burgerhuizen (M)                                                                                     |
| Pastorie (M)                                                                                         | 1765               | Soiron       | Soiron-Centre 90      | 50° 35' 27" NB, 5° 47' 27" OL | 63058-CLT-0012-01 Info | |
| Kruis genaamd "le Vieux Bon Dieu de Tancrémont" (M)                                                  |                    | Pepinster    | Route de Tancrémont   | 50° 33' 6" NB, 5° 46' 58" OL  | 63058-CLT-0013-01 Info | Kruis genaamd "le Vieux Bon Dieu de Tancrémont" (M)                                                  |
| Station Pepinster: glaspartijen (M)                                                                  |                    | Pepinster    | Place Albert Ier      | 50° 34' 6" NB, 5° 48' 24" OL  | 63058-CLT-0015-01 Info | Station Pepinster: glaspartijen (M)                                                                  |
| Voormalige hoeve (M)                                                                                 |                    | Soiron       | Soiron-Centre 80      | 50° 35' 30" NB, 5° 47' 27" OL | 63058-CLT-0017-01 Info | Voormalige hoeve (M)                                                                                 |
| Parochiekerk Sint-Antonius Abt (M, PEX)                                                              |                    | Pepinster    | Rue Neuve 3           | 50° 34' 5" NB, 5° 48' 10" OL  | 63058-CLT-0018-01 Info | Parochiekerk Sint-Antonius Abt (M, PEX)                                                              |
| Vallei van de Fiérain (S)                                                                            |                    | Wegnez       |                       | 50° 35' 20" NB, 5° 49' 25" OL | 63058-CLT-0019-01 Info | |
| Acht grensstenen van het Markizaat Franchimont (M)                                                   |                    | Pepinster    | Tancrémont            | 50° 31' 42" NB, 5° 45' 32" OL | 63058-CLT-0020-01 Info | |